# Liste der Monuments historiques in Dampierre-sur-Moivre
Die Liste der Monuments historiques in Dampierre-sur-Moivre führt die Monuments historiques in der französischen Gemeinde Dampierre-sur-Moivre auf.

## Liste der Immobilien
| Bezeichnung       | Beschreibung            | Standort          | Kennzeichnung | Schutzstatus | Datum | Bild           |
| ----------------- | ----------------------- | ----------------- | ------------- | ------------ | ----- | -------------- |
| Kirche St-Laurent | aus dem 12. Jahrhundert | Grande-Rue (Lage) | PA00078690    | Classé       | 1982  | weitere Bilder |

## Liste der Objekte
| Bezeichnung                  | Beschreibung                          | Standort                        | Kennzeichnung | Schutzstatus | Datum | Bild |
| ---------------------------- | ------------------------------------- | ------------------------------- | ------------- | ------------ | ----- | ---- |
| Tabernakel                   | Holz, farbig gefasst, 17. Jahrhundert | in der Kirche St-Laurent (Lage) | PM51002503    | Inscrit      | 1977  |      |
| Skulptur Heiliger Laurentius | Holz, farbig gefasst, 17. Jahrhundert | in der Kirche St-Laurent (Lage) | PM51000362    | Classé       | 1966  |      |
| Kruzifix                     | Holz, farbig gefasst, 17. Jahrhundert | in der Kirche St-Laurent (Lage) | PM51002504    | Inscrit      | 1977  |      |